# Alfredo Eduardo Barreto de Freitas Noronha
Alfredo Eduardo Barreto de Freitas Noronha, beter bekend als Noronha (Porto Alegre, 25 september 1918 – São Paulo, 27 juli 2003) was een Braziliaanse voetballer.

## Biografie
Noronha begon zijn carrière bij Grêmio in zijn thuisstad en won met deze club vier keer het staatskampioenschap. Na een tussenstop bij Vasco da Gama speelde hij van 1942 tot 1951 voor São Paulo en won met deze club vijf staatskampioenschappen. Hij vormde er een befaamd middeveldstrio met Bauer en Rui. Met Portuguesa won hij in 1952 het Torneio Rio-São Paulo. Na een terugkeer bij Grêmio beëindigde hij zijn carrière bij Ypiranga.
Hij speelde ook enkele jaren voor het nationale elftal en won in 1949 het Zuid-Amerikaans kampioenschap. Hij zat ook in de selectie voor het WK 1950. 